# Nhlanhla Khuzwayo
Nhlanhla Khuzwayo est un ancien footballeur international sud-africain né le 9 février 1990 à Durban, qui évoluait au poste de gardien de but.

## Biographie
En juillet 2019, il prend sa retraite à seulement 29 ans en raison d'une blessure à la cheville.

## Carrière
- 2010-2012 : AmaZulu FC ( Afrique du Sud)
  - 2011-2012 : Thanda Royal Zulu ( Afrique du Sud)
- 2012-2018 : Kaizer Chiefs ( Afrique du Sud)
- 2018-2019 : Orlando Pirates ( Afrique du Sud)

## Palmarès
Kaizer Chiefs
- Championnat d'Afrique du Sud (2) :
  - Champion : 2012-13 et 2014-15.

- Coupe d'Afrique du Sud (1) :
  - Vainqueur : 2012-13.

- MTN 8 (1) :
  - Vainqueur : 2014.